# داستان تراژدیک هملت - شاهزاده دانمارک
داستان تراژدیک هملت - شاهزاده دانمارک (سوئدی: Den tragiska historien om Hamlet – prins av Danmark) یک مینی‌سریال دو قسمتی سوئدی است که در سال ۱۹۸۵ منتشر شد. این مجموعه تلویزیونی بر پایهٔ نمایشنامه هملت اثر ویلیام شکسپیر ساخته شد.

## بازیگران
- استلان اسکاشگورد
- مونا مالم
- فری لیندکوئیست
- پرنیلا آگوست
- سون لیندبری
- دان ایکبوری
- پر اگرس
- توماس بولمه
- یوهانس بروست
- اوکه فریدل
- کیم آندشون
- توماس نورستروم